# Elvitégravir
L'elvitégravir est une molécule de la classe des anti-intégrases destinée à combattre le VIH, développée par Japan Tobacco sous le nom de code JTK-303 et licenciée à Gilead Sciences pour une commercialisation dans le monde entier, Japon excepté. Il s'agit d'un inhibiteur de transfert de brins (INtegrase Strand Transfer Inhibitor, INSTI).

## Dosage et effets secondaires
Elle est utilisée à raison de 150 mg par jour, et en association avec 3 autres molécules regroupées dans un seul et même comprimé (Stribild, AMM du 24/05/2013) :
- le cobicistat (150 mg par comprimé), une molécule récente et dépourvue d'activité antirétrovirale, mais qui permet de renforcer l'activité de l'elvitégravir ;
- l'emtricitabine (200 mg par comprimé), un inhibiteur nucléosidique de la transcriptase inverse du VIH (INTI) ;
- le ténofovir (245 mg par comprimé), qui est lui aussi un INTI.

L'elvitégravir offre malheureusement un profil de résistance similaire à celui du raltégravir. Cependant, l'elvitégravir présente l'avantage de ne nécessiter qu'une seule prise quotidienne, contrairement au raltégravir. Cette prise quotidienne unique, disponible aussi avec d'autres médicaments antirétroviraux comme l'Atripla, simplifie la prise des traitements contre le VIH.

## Efficacité et disponibilité
La baisse de la charge virale obtenue avec une trithérapie comprenant de l'elvitégravir est plus rapide qu'avec une trithérapie contenant un inhibiteur de protéase comme le Kaletra (lopinavir+ritonavir).
En France, elle est commercialisée uniquement en association dans la spécialité Stribild.
Elle est également commercialisée dans le Genvoya en trithérapie avec 2 INTI (emtricitabine et ténefovir alafénamide) et boostée avec du cobicistat.

## Divers
Le nom de code de développement chez Gilead est GS 9137 ; le médicament peut également être noté EVG/r (elvitégravir+ritonavir).